# Igorka
Igorka (biał. Ігорка) – niewielka rzeka na Litwie i Białorusi (rejonie grodzieńskim).
Igorka należy do zlewni Niemna, będąc lewym dopływem Czarnej Hańczy. Wzdłuż rzeki biegnie granica państwowa litewsko-białoruska, zaś przed II wojną światową rzeka stanowiła granicę polsko-litewską.